# レーブングラス・アンド・エスクデール鉄道

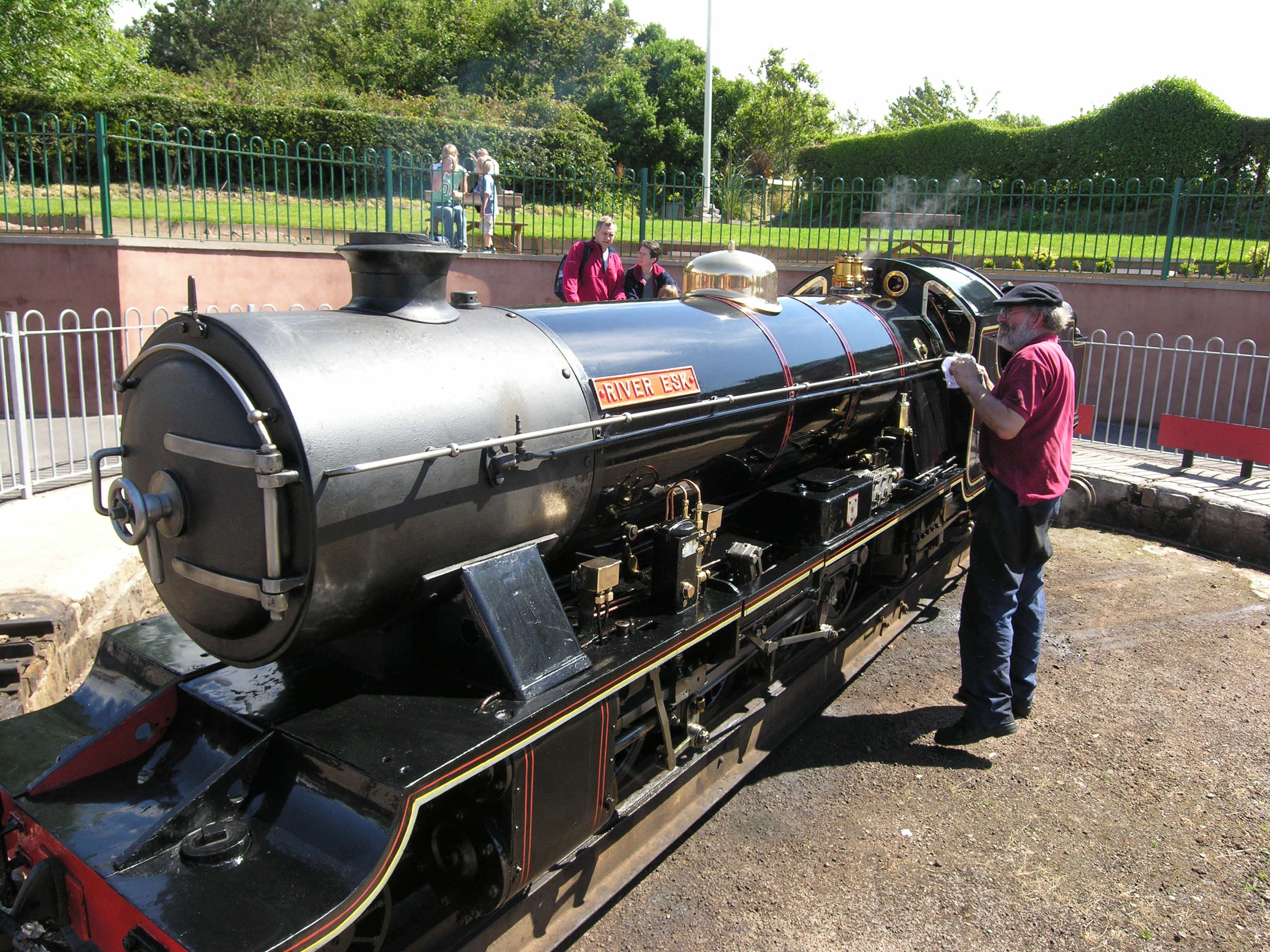
リバー・エスクとリバー・エスクの運転手。レーブングラス駅のターンテーブルの上にて。

レーブングラス・アンド・エスクデール鉄道（Ravenglass and Eskdale Railway）は、イギリス・イングランドの保存鉄道である。

## 概要

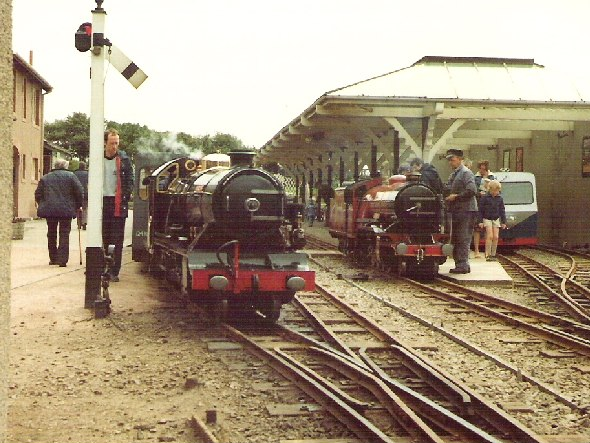
Ravenglass & Eskdale Rly 1981

イングランド北部・カンブリア州の、レーブングラスからデイルガースを結ぶ15インチ（381mm）ゲージの狭軌の鉄道路線であり、保存団体によって運行されている保存鉄道である。
最古の機関車は1894年に建造された「リバー・アート」（River Irt）。

## 歴史

### 元の鉄道
元々は3フィート軌間で建設され1875年5月24日に開業した。イングランド初の公的な狭軌鉄道だった。1897年に破産したが1913年4月に廃止されるまで運行された。

### バセット・ローク時代
1915年、バセット・ロークとRP・ミッチェルという二つの有名な鉄道模型メーカーにより15インチゲージに改軌された。1917年、再び運行を始めた。バセット・ロークが製造した車輪配置4-4-2のSans Pareilによって運行された。1920年代半ばにはデイルガース駅まで延伸された。第二次世界大戦中は旅客列車は運行されなかった。

### 保存
保存団体が設立され、運行にあたる。

## 路線の駅

River Mite at Fisherground Halt

- レーブングラス：信号所、転車台、研修施設、機関庫、客車庫、博物館、カフェ、事務所、キャンプ指導所、バンガロー（平屋住宅）。
- マンカスター・ミル：歴史的な粉引き所（今は私有物で一般公開はされていない）、車庫（1マイル地点）。以前は、マンカスターと同じぐらいまったく知られていなかった。
- マイトサイド・ホート（1 3/4マイル地点）
- Murthwaite Halt（2 3/4マイル地点）
- Irton Road：車庫（4 1/4マイル地点）、側線、ループ線。Formerly known as Hollowstones, after the adjacent farm.
- エスクデイル・グリーン：車庫（4 3/4マイル地点）。 Formerly known as King of Prussia after a local pub, then Eskdale Green, then The Green before reverting to its current name.
- フィッシャーグラウンド・ホート：キャンプ場（5 1/2マイル地点）。
- ベックフット（6 1/2マイル地点）
- デイルガース・フォー・ブーツ：転車台、店、カフェ、車庫（7マイル地点）。以前は、エスクデールとして知られていた（デイルガース）。

## 在籍する機関車
| No.    | 名前                                                   | 機関車の色       | 機関車の形式      | 車軸配置 | 製造会社                                 | 製造年 | 状態                | 用途                        |
| ------ | ------------------------------------------------------ | ---------------- | ----------------- | -------- | ---------------------------------------- | ------ | ------------------- | --------------------------- |
| 3      | リバー・アート（River Irt）                            | Mid Green        | 蒸気              | 0-8-2    | Sir Arthur Heywood                       | 1894   | 運行中              | 本線での旅客輸送            |
| 7      | リバー・エスク（River Esk）                            | Blackberry Black | 蒸気              | 2-8-2    | Davey Paxman & Co.                       | 1923   | 運行中              | 本線での旅客輸送            |
| 9      | リバー・マイト（River Mite）                           | Indian Red       | 蒸気              | 2-8-2    | Clarkson & Sons                          | 1967   | 運行中              | 本線での旅客輸送            |
| 10     | ノーザン・ロック（Northern Rock）                      | Muscat Green     | 蒸気              | 2-6-2    | レイブンクラス・アンド・エクスデール鉄道 | 1976   | 運行中              | 本線での旅客輸送            |
| N/A    | シノルダ（Synolda）                                    | NGR Blue         | 蒸気              | 4-4-2    | バセット＝ローク                         | 1912   | 運転中              | 特別なときに往復            |
| N/A    | フラワー・オブ・ザ・フォレスト（Flower of the Forest） | NER Green        | 蒸気              | 0-2-2    | レーブンクラス・アンド・エクスデール鉄道 | 1985   | 保管中              | N/A                         |
| 6      | ケイティ（Katie）                                      | Heywood Green    | 蒸気              | 0-4-0T   | Sir Arthur Heywood                       | 1894   | 運転中              | 特別な時に往復              |
| ICL 1  | バニー（Bunny）                                        | 緑               | ガソリン-機械式   | B-2      | Francis Theakston                        | 1922   | 復元中              | N/A                         |
| ICL 4  | パーキンス（Perkins）                                  | 黄色             | ディーゼル-機械式 | 4w-4     | Muir-Hill                                | 1929   | 運行中              | Permanent Way duties        |
| ICL 5  | クエリーマン（Quarryman）                              | Fordson Green    | ガソリン-機械式   | 4w       | Muir-Hill                                | 1927   | Stored serviceable  | Permanent Way duties        |
| ICL 7  | シーラフ・オブ・エスクデール（Shelagh of Eskdale）     | Two-tone Green   | ディーゼル-機械式 | 4-6-4    | セヴァーン＝ラム                         | 1969   | 運行中              | Permanent Way duties        |
| ICL 8  | レディ・ウェークフィールド（Lady Wakefield）           | Brunswick Green  | ディーゼル-液体式 | B-B      | レーブンクラス・アンド・エクスデール鉄道 | 1980   | 再組み立て中        | N/A                         |
| ICL 9  | シリル（Cyril）                                        | 線の無い緑       | ディーゼル-機械式 | 4w       | R.A. Lister                              | 1932   | 運行中              | Station pilot at Ravenglass |
| N/A    | グリーンバット（Greenbat）                             | 濃緑             | 蓄電池-電気式     | 4w       | Greenwood & Batley                       | 1957   | 修理を待つ          | N/A                         |
| N/A    | ブラコーヴズリー（Blacolvesley）                       | Malachite Green  | ガソリン-機械式   | 4-4-4    | バセット＝ローク                         | 1911   | Stored, operational | N/A                         |
| ICL 10 | レス（Les）                                            | 濃緑             | ディーゼル-機械式 | 4w       | R.A. Lister                              | 1960   | 運行中              | Ravenglass workshops pilot  |
| ICL 11 | ダグラス・フェリーラ（Douglas Ferreira）               | Indian Red       | ディーゼル-液体式 | B-B      | TMA Engineering                          | 2005   | 運行中              | 本線での旅客輸送            |

## その他
- 静岡県伊豆市修善寺にあるテーマパーク虹の郷の遊覧鉄道「ロムニー鉄道」は当鉄道とロムニー・ハイス&ディムチャーチ鉄道の協力のもと作られ、一部の機関車は当鉄道製造のものを譲り受けて運行されている。